# Double loyauté
En histoire et en politique, le concept de double loyauté ou double allégeance  réfère aux allégations historiquement portées contre des concitoyens d'une ethnie différente ou d'une religion différente de manquer de loyauté envers l'État dont ils sont ressortissants.

## Allégations inhéremment controversées
Alors que presque tous les exemples de prétendue « double loyauté » sont considérés comme hautement controversés, ils soulignent la difficulté inhérente à distinguer entre ce qui constitue un « danger » de double loyauté, une paire d'intérêts désalignés, et ce qui pourrait être plus simplement une paire de partiellement -alignés ou même, selon la partie accusée, une paire d'intérêts pleinement alignés. Par exemple, les immigrants qui ont encore des sentiments de loyauté envers leur pays d'origine insistent souvent pour que leurs deux loyautés (ou plus) ne soient pas en conflit. Comme l'a noté Stanley A. Renshon du Centre for Immigration Studies,

« Lan Samantha Chang (1999), une romancière écrivant en réponse à l'affaire Wen Ho Lee, pourrait dire dans un article d'opinion du New York Times intitulé Debunking the Dual Loyalty Myth, « vrai, de nombreux immigrants ont des liens étroits avec leur pays de naissance .&l... Mais les loyautés culturelles ou familiales sont à un niveau différent des allégeances politiques... J'aime la Chine, mais je suis citoyen des États-Unis." Mme Chang semble vouloir faire la distinction entre l'amour pour son pays « d'origine » et la volonté de trahir son enfant adopté. Il s'agit évidemment d'une distinction juste, raisonnable et appropriée. Pourtant, en faisant une telle distinction, elle reconnaît la dualité de ses sentiments. Le problème n'est pas entre l'amour de son pays d'origine et la trahison, mais plutôt les loyautés multiples qui semblent faire partie de la psychologie de nombreux immigrés. »

### Interprétations transnationalistes
Certains chercheurs font référence à une tendance croissante au transnationalisme et suggèrent qu'à mesure que les sociétés deviennent de plus en plus hétérogènes et multiculturelles, le terme « double loyauté » est devenu de plus en plus un bromure dénué de sens. Selon la théorie du transnationalisme, la migration et d'autres facteurs, y compris l'amélioration de la communication mondiale, produisent de nouvelles formes d'identité qui transcendent les notions traditionnelles d'espace physique et culturel. Nina Glick Schiller, Linda Basch et Cristina Blanc-Szanton définissent un processus par lequel les immigrants « relient » leur pays d'origine et leur pays d'établissement.
Le point de vue transnationaliste est que la « double loyauté » est une expression potentiellement positive du multiculturalisme et peut contribuer à la diversité et à la force de la société civile. Ce point de vue est populaire dans de nombreux cercles universitaires, mais d'autres sont sceptiques quant à l'idée. Comme le décrit un article,
À l'occasion, ces communautés imaginées se conforment au sens fondamental de transnational, s'étendant au-delà des loyautés qui se connectent à un lieu d'origine spécifique ou à un groupe ethnique ou national. Pourtant, ce que les spécialistes de l'immigration décrivent comme le transnationalisme est généralement son contraire... des attachements hautement particularistes antithétiques à ces sous-produits de la mondialisation désignés par le concept de « société civile transnationale » et ses manifestations connexes.
Au-delà de son utilisation dans des cas particuliers, les termes « double loyauté » et « transnationalisme » continuent de faire l'objet de nombreux débats. Comme l'a écrit un universitaire :
Bien que les événements du 11 septembre aient pu ébranler certaines hypothèses – du moins aux États-Unis – sur la nature des réseaux transnationaux et leur capacité à faciliter les flux de personnes, de biens et d'idées à travers les frontières, les termes « mondialisation » et « transnationalisme » restent relativement stables, bien que des ajouts frustrants d'imprécision au langage des sciences sociales, y compris l'anthropologie 
Il existe de nombreux cas historiques où des allégations de double loyauté ont été portées.

## Exemples historiques
- Pendant la Seconde Guerre mondiale, un certain nombre de citoyens américains d'ascendance japonaise, allemande et italienne, dont certains nés aux États-Unis, ont été confinés dans des camps d'internement[3].
- Pendant la campagne et le bref mandat de John F. Kennedy en tant que président des États-Unis, certains opposants se sont demandé si un président catholique des États-Unis avait une loyauté partagée à l'égard de la papauté et de la Cité du Vatican[4].
- Les Juifs qui faisaient partie de la diaspora juive ont été accusés de double loyauté par les Romains au Ier siècle, par les Français dans l'affaire Dreyfus à la fin du 19e siècle et dans l'Union soviétique de l'ère Staline au 20e siècle[5].